# Campeonato Mundial de Ciclismo em Estrada de 2012
O LXXIX Campeonato Mundial de Ciclismo em Estrada realizou-se em Valkenburg –província de Limburgo– (Países Baixos) entre 15 e 23 de setembro de 2012, baixo a organização da União Ciclista Internacional (UCI) e a Real União Ciclista dos Países Baixos.
O campeonato constou de corridas nas especialidades de contrarrelógio e de rota, nas divisões elite masculino, elite feminino e masculino sub-23; as provas de contrarrelógio disputaram-se individualmente e por equipas. Esta última modalidade deixou-se de efectuar em 1994, e desde este Mundial começou-se a realizar por equipas ciclistas. A decisão da mudança deveu-se a que a UCI considerou que não teria a quantidade suficiente de federações nacionais preparadas para este tipo de competição. Ao todo outorgaram-se oito títulos de campeão mundial.

## Calendário
| Evento                               | Dia   | Trajecto                               | Distância (km) |
| ------------------------------------ | ----- | -------------------------------------- | -------------- |
| Contrarrelógio por equipas masculina | 16.09 | Sittard – Valkenburg                   | 53,2           |
| Contrarrelógio por equipas feminina  | 16.09 | Sittard – Valkenburg                   | 34,2           |
| Contrarrelógio sub-23 masculina      | 17.09 | Landgraaf – Valkenburg                 | 36,0           |
| Contrarrelógio feminina              | 18.09 | Eijsden – Valkenburg                   | 24,3           |
| Contrarrelógio masculina             | 19.09 | Heerlen – Valkenburg                   | 45,7           |
| Estrada sub-23 masculina             | 22.09 | Circuito entre Valkenburg e Maastricht | 177,0          |
| Estrada feminina                     | 22.09 | Circuito entre Valkenburg e Maastricht | 129,0          |
| Estrada masculina                    | 23.09 | Maastricht – Valkenburg                | 267,0          |

## Resultados

### Masculino
- Contrarrelógio individual

| Posto  | Ciclista       | País           | Tempo      |
| ------ | -------------- | -------------- | ---------- |
| Ouro   | Tony Martin    | Alemanha       | 58:38,76   |
| Prata  | Taylor Phinney | Estados Unidos | 58:44,13   |
| Bronze | Vasil Kirienka | Bielorrússia   | 1:00:13,75 |

- Contrarrelógio por equipas

| Posto  | Ciclistas | Equipa (país)                        | Tempo      |
| ------ | --- | ------------------------------------ | ---------- |
| Ouro   | Tony Martin ( Alemanha) · Tom Boonen ( Bélgica) · Kristof Vandewalle ( Bélgica) · Niki Terpstra ( Países Baixos) · Sylvain Chavanel ( França) · Peter Velits ( Eslováquia)                 | Omega Pharma-Quick Step · ( Bélgica) | 1:03:17,17 |
| Prata  | Tejay van Garderen ( Estados Unidos) · Taylor Phinney ( Estados Unidos) · Alessandro Ballan ( Itália) · Philippe Gilbert ( Bélgica) · Marco Pinotti ( Itália) · Manuel Quinziato ( Itália) | BMC Racing · ( Estados Unidos)       | 1:03:20,40 |
| Bronze | Svein Tuft ( Canadá) · Sebastian Langeveld ( Países Baixos) · Cameron Meyer ( Austrália) · Luke Durbridge ( Austrália) · Jens Mouris ( Países Baixos) · Sam Bewley ( Nova Zelândia)        | Orica-GreenEDGE · ( Austrália)       | 1:04:04,23 |

- Estrada

| Posto  | Ciclista             | País    | Tempo   |
| ------ | -------------------- | ------- | ------- |
| Ouro   | Philippe Gilbert     | Bélgica | 6:10:41 |
| Prata  | Edvald Boasson Hagen | Noruega | 6:10:45 |
| Bronze | Alejandro Valverde   | Espanha | 6:10:46 |

### Feminino
- Contrarrelógio individual

| Posto  | Ciclista        | País           | Tempo    |
| ------ | --------------- | -------------- | -------- |
| Ouro   | Judith Arndt    | Alemanha       | 32:26,46 |
| Prata  | Evelyn Stevens  | Estados Unidos | 33:00,23 |
| Bronze | Linda Villumsen | Nova Zelândia  | 33:07,03 |

- Contrarrelógio por equipas

| Posto  | Ciclistas | Equipa (país)                           | Tempo    |
| ------ | --- | --------------------------------------- | -------- |
| Ouro   | Trixi Worrack ( Alemanha) · Ellen van Dijk ( Países Baixos) · Ina Teutenberg ( Alemanha) · Evelyn Stevens ( Estados Unidos) · Amber Neben ( Estados Unidos) · Charlotte Becker ( Alemanha) | Specialized-Lululemon · ( Alemanha)     | 46:31,63 |
| Prata  | Linda Villumsen ( Nova Zelândia) · Alex Rhodes ( Austrália) · Melissa Hoskins ( Austrália) · Loes Gunnewijk ( Países Baixos) · Shara Gillow ( Austrália) · Judith Arndt ( Alemanha)        | Orica-AIS · ( Austrália)                | 46:55,82 |
| Bronze | Kirsten Wild ( Países Baixos) · Emma Pooley ( Reino Unido) · Sharon Laws ( Reino Unido) · Jessie Daams ( Bélgica) · Lucinda Brand ( Países Baixos) · Chantal Blaak ( Países Baixos)        | AA Drink-leontien.nl · ( Países Baixos) | 48:30,95 |

- Estrada

| Posto  | Ciclista             | País          | Tempo   |
| ------ | -------------------- | ------------- | ------- |
| Ouro   | Marianne Vos         | Países Baixos | 3:14:29 |
| Prata  | Rachel Neylan        | Austrália     | 3:14:39 |
| Bronze | Elisa Longo Borghini | Itália        | 3:14:47 |

### Sub-23
- Contrarrelógio individual

| Posto  | Ciclista       | País      | Tempo    |
| ------ | -------------- | --------- | -------- |
| Ouro   | Anton Vorobyev | Rússia    | 44:09,02 |
| Prata  | Rohan Dennis   | Austrália | 44:53,41 |
| Bronze | Damien Howson  | Austrália | 45:00,14 |

- Estrada

| Posto  | Ciclista         | País        | Tempo   |
| ------ | ---------------- | ----------- | ------- |
| Ouro   | Alexei Lutsenko  | Cazaquistão | 4:20:15 |
| Prata  | Bryan Coquard    | França      | 4:20:15 |
| Bronze | Tom Van Asbroeck | Bélgica     | 4:20:15 |

## Medalheiro
| Ordem | País           | Medalha de ouro | Medalha de prata | Medalha de bronze | Total |
| ----- | -------------- | --------------- | ---------------- | ----------------- | ----- |
| 1     | Alemanha       | 3               | 0                | 0                 | 3     |
| 2     | Bélgica        | 2               | 0                | 1                 | 3     |
| 3     | Países Baixos  | 1               | 0                | 1                 | 2     |
| 4     | Cazaquistão    | 1               | 0                | 0                 | 1     |
| 4     | Rússia         | 1               | 0                | 0                 | 1     |
| 6     | Austrália      | 0               | 3                | 2                 | 5     |
| 7     | Estados Unidos | 0               | 3                | 0                 | 3     |
| 8     | França         | 0               | 1                | 0                 | 1     |
| 8     | Noruega        | 0               | 1                | 0                 | 1     |
| 10    | Bielorrússia   | 0               | 0                | 1                 | 1     |
| 10    | Espanha        | 0               | 0                | 1                 | 1     |
| 10    | Itália         | 0               | 0                | 1                 | 1     |
| 10    | Nova Zelândia  | 0               | 0                | 1                 | 1     |
|       | TOTAL          | 8               | 8                | 8                 | 24    |